# Замок Маруґаме
Замок Маруґаме (яп. 丸亀城, Marugame-jō) — японський замок періоду Едо в місті Маруґаме, префектура Каґава, Японія. Він розташований у центрі міста Маруґаме, у колишній провінції Санукі на острові Сікоку. У період Едо це був центр домену Маруґаме, яким керував клан Тодзама Кьоґоку під керівництвом сьогунату Токугава. З 1953 року замок охороняється як національне історичне місце. Замок Маруґаме — один із лише дюжини японських замків, які мають оригінальний дерев'яний «тенсю», побудований до 1860 року.

## Історія
Замок Маруґаме розташований на пагорбі Камеяма в центрі міста Маруґаме в західній провінції Санукі. Під час періоду Муроматі цією територією керував клан Каґава, що походив із провінції Саґамі, зі своєї фортеці в замку Амагірі в теперішньому місті Дзенцуджі. Клан Каґава був васалом клану Хосокава, але змінив свою вірність на клан Мійосі, а потім на клан Чосокабе через коливання балансу сил у регіоні. Однак клан був позбавлений власності, коли територія була завойована Тойотомі Хідейосі в період Сенґоку. У 1587 році Хідейосі віддав всю провінцію Санукі Ікомі Тікамасі. Чікамаса вперше зробив свою фортецю в замку Хікета, але він був незручно розташований на східному краю Санукі, і побудував замок Такамацу в більш центральному місці, щоб стати його резиденцією. Для контролю над західним Санукі він почав будівництво замку на пагорбі Камеяма і назвав його «замок Маруґаме». Він передав цей замок своєму синові Ікомі Казумасі. Під час битви при Секіґахарі в 1600 році Чікамаса продовжував підтримувати Ісіду Міцунарі та Західну армію, вірну клану Тойотомі; однак він відправив свого сина Казумасу приєднатися до Східної армії Токуґави Іеясу, щоб клан вижив незалежно від результату. Після встановлення сьоґунату Токугава клан Ікома був підтверджений у своїх володіннях у провінції Санукі. У 1615 році сьоґунат видав закон Ikkoku Ichijōj, який дозволяв кожному домену лише один замок. Оскільки резиденцією клану Ікома був замок Такамацу, замок Маруґаме довелося скасувати.
У 1640 році клан Ікома був понижений до домену Ясіма у провінції Дева сьоґунатом у 1640 році через повстання після повстання, а їхні володіння були розділені. Територія навколо Маруґаме була передана Ямадзакі Іехару, колишньому володареві Томіока в провінції Хіґо. Ямадзакі Іехару відзначився у будівництві замку, брав участь у реконструкції замків Осака та Сімабара серед інших, і вирішив відновити замок Маруґаме з 20-метровими кам'яними стінами та в масштабі над його відносно невеликою територією. Клан Ямазакі вимер після трьох поколінь у 1658 році, і його замінила кадетська гілка клану Кьоґоку з домену Тацуно в провінції Харіма. За клану Кьоґоку нинішній триповерховий тенсю був побудований у 1660 році, а замок вважався завершеним у 1670 році. Кьоґоку продовжував правити від замку Маруґаме до кінця періоду Едо. Домен був першим і стійким прихильником імперської сторони в період Бакумацу. Після реставрації Мейдзі, у 1869 році, пожежа охопила замок і знищила палац даймьо та вежу Інуї Яґура. У 1870 році зовнішні рови були засипані, а в 1872 році замкові споруди, що залишилися, були виставлені на публічний аукціон для знесення. Однак аукціон було скасовано за наказом Імператорської армії Японії, яка претендувала на територію замку для використання новосформованим 12-м піхотним полком IJA. У 1876 році залишилися башточки яґури та більшість стін, що залишилися, були зруйновані, але тенсю та центральна частина замку були збережені. Ця територія була відкрита для публіки в 1919 році як «Парк Камеяма», а в 1933 році Енджукан, вілла, що належала клану Кьоґоку в місті-замку, була перенесена на своє нинішнє місце в межах Сан-но-Мару Бейлі. У 1948 році рови були рекультивовані. Міський музей Маруґаме, де представлені історичні матеріали, пов'язані з замком Маруґаме та кланом Кьоґоку, був відкритий у 1972 році.
Японський фонд замків у 2006 році включив замок Маруґаме до списку 100 найкращих замків Японії.
Замок розташований за 15 хвилин ходьби від станції JR Shikoku Yosan Line Marugame.

### Культурні властивості
- Тенсю (яп. 天守) замку Маругаме охороняється як важливе культурне надбання з 1943 року.[7]
- Оте Ічі-но-мон (яп. 丸亀城 大手一の門) — це брама у стилі масуґата, побудовані в 1670 році. З 1957 року він охороняється як важлива культурна цінність.[8]
- Оте Ні-но-мон (яп. 丸亀城 大手二の門) — це брама у стилі масуґата, побудовані в 1670 році. З 1957 року він охороняється як важлива культурна цінність.[9]

## Галерея

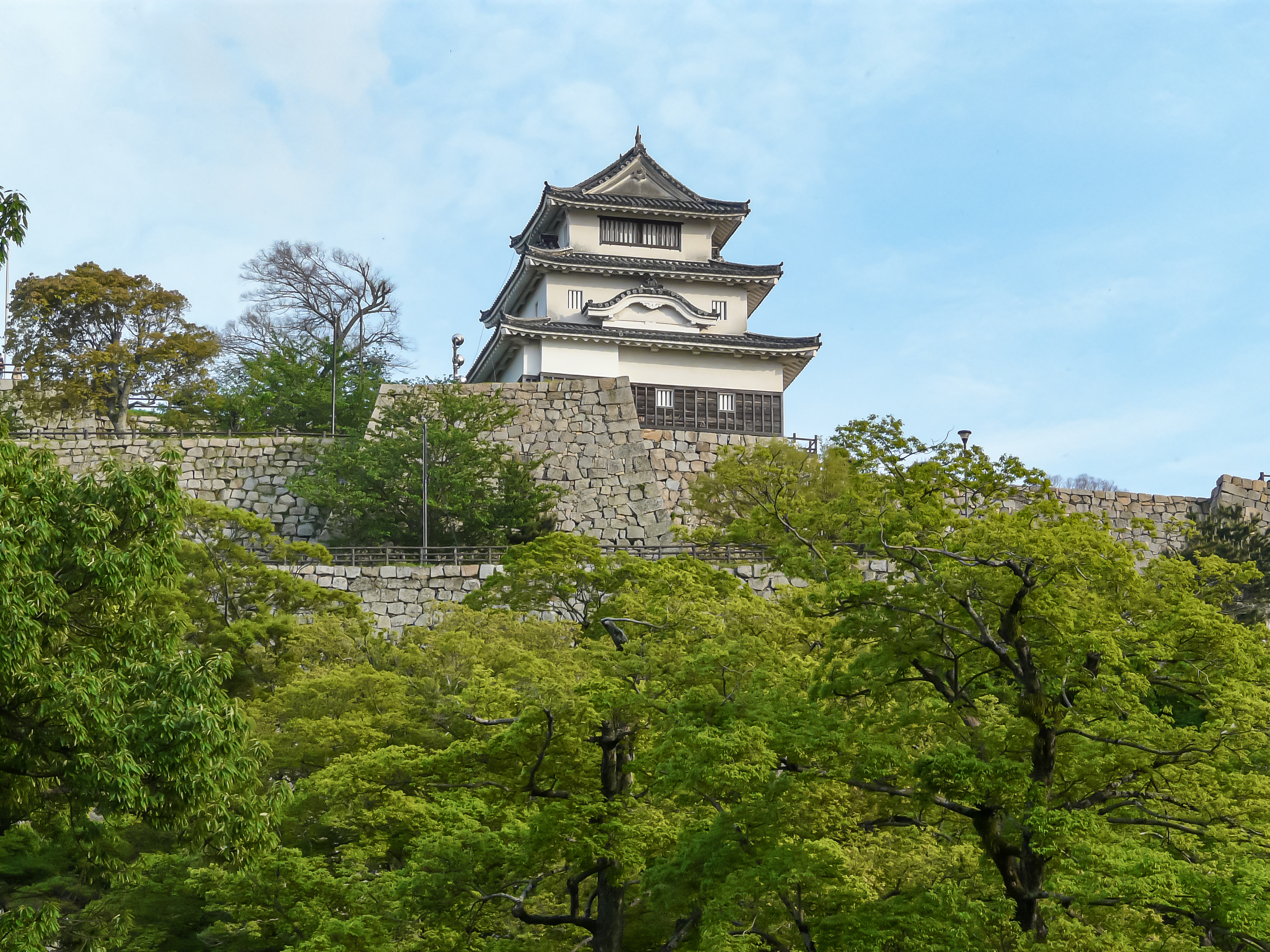
Замок Маруґаме тенсю
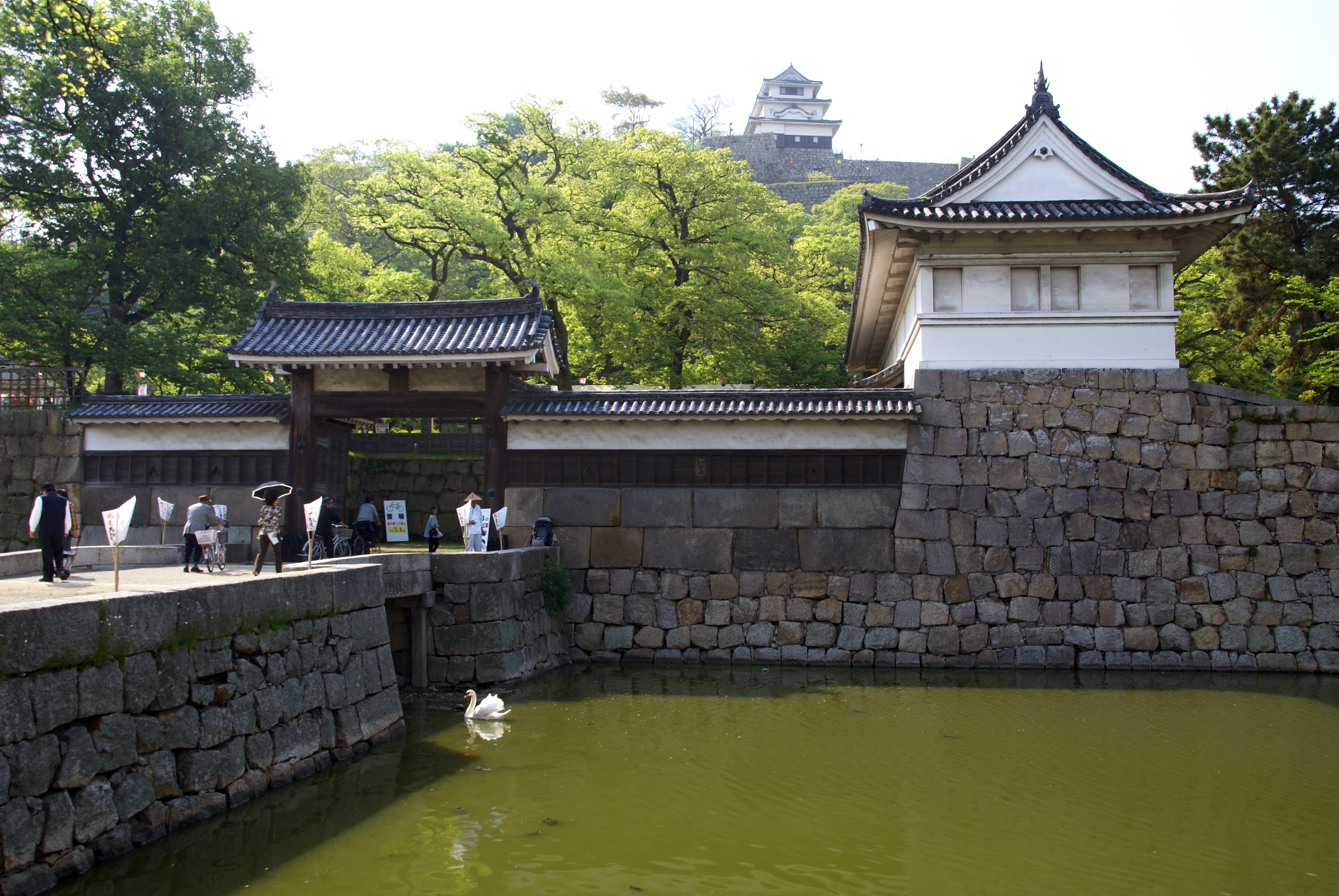
Вид з Оте Ні-но-мон
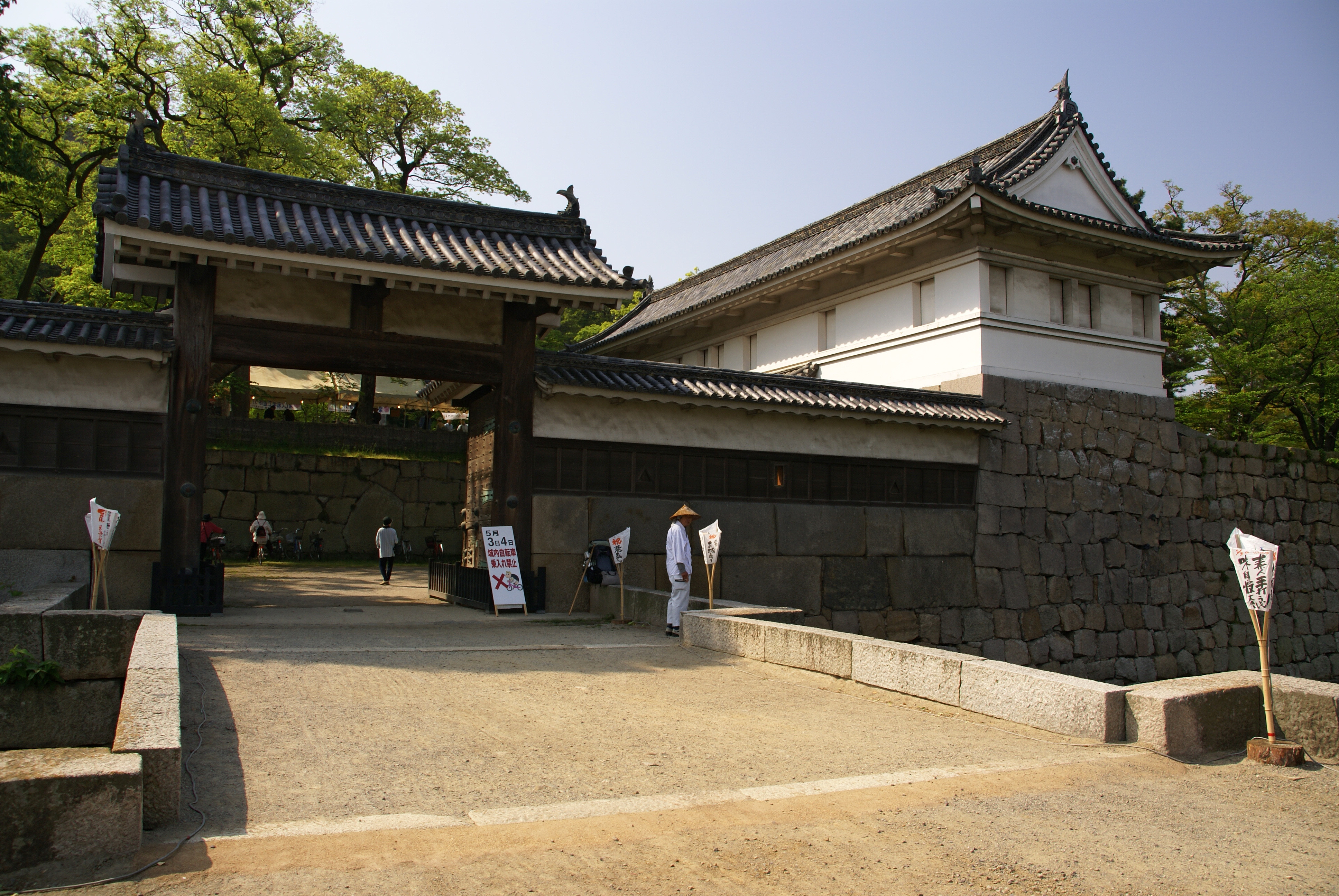
Оте Ні-но-мон
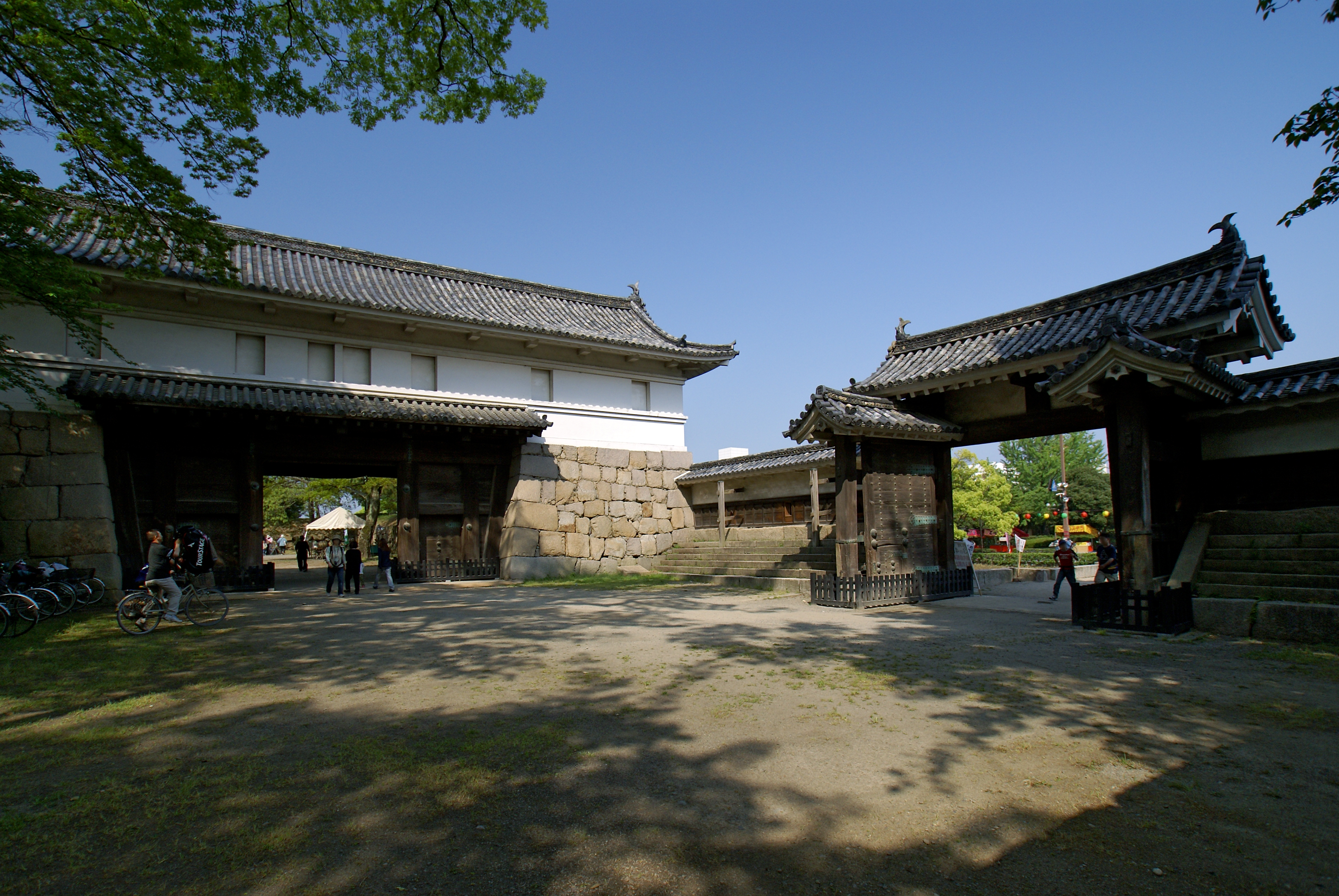
Оте Ічі-но-мон (праворуч) Оте Ні-но-мон (ліворуч)
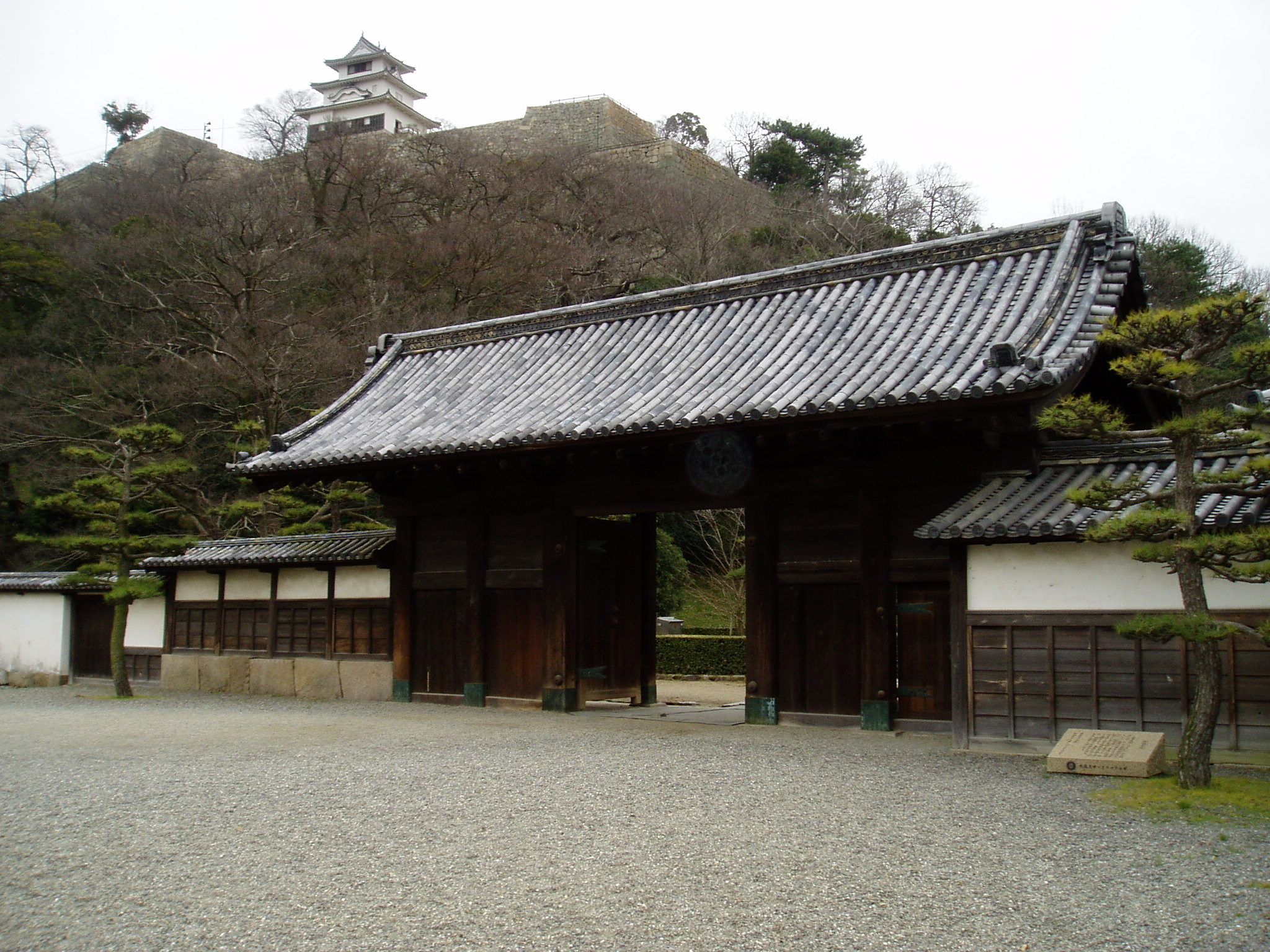
Передня брама Готен і Теньсю
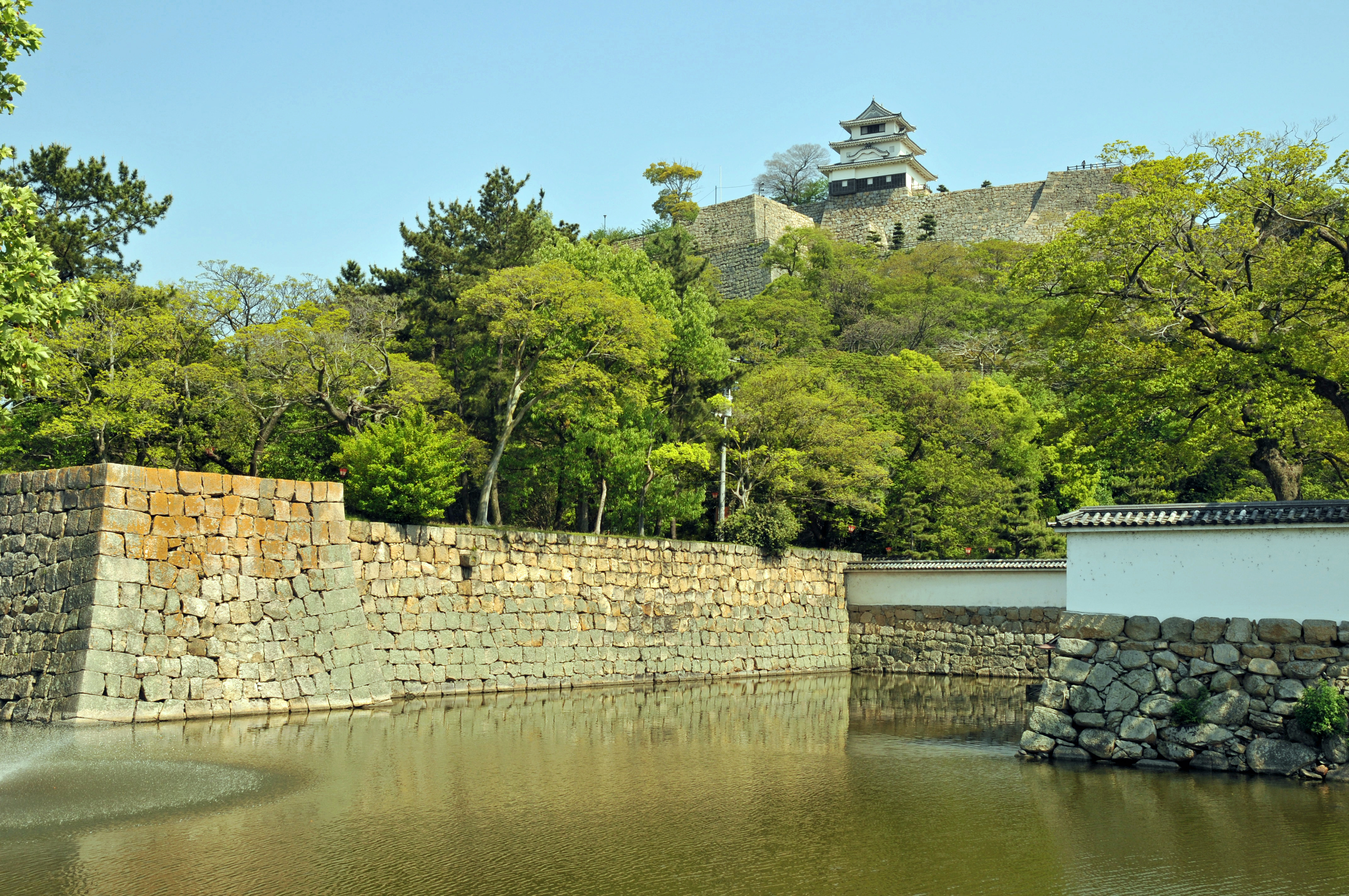
Кам'яні стіни замку Маруґаме